# غمارة
غمارة هي مجموعة عرقية من أصل أمازيغي، استقرت في شمال المغرب. وتقع أراضيها بين نهري واد لو وأورينقا.

## اللغات
تم تعريبها على نطاق واسع بين القرن الحادي عشر والقرن السادس عشر، لا يتحدث اليوم سوى أقلية من الغماريين باللهجة المصمودية الأمازيغية.

### الأمازيغية
يتحدث باللغة الأمازيغية حوالي 10 000 شخص. وهي لغة مصمودية قريبة من لغات الأطلس وصنهاجة السراير، والتي لا تزال صعبة الفهم بالنسبة للمتحدثين بلهجة تريفيت المجاورة.

### العربية
اعتمدت غالبية الغماريين اللغة العربية بين القرنين الحادي عشر والسادس عشر، بتأثير الجبالة. وبالتالي اعتمدوا لهجتهم ما قبل الهلاليين، والتي تميزت بركيزة اللهجة الأندلسية العربية.

## التركيبة القبلية
تتكون إتحاد غمارة من 9 قبائل :
- بني بوزرة (معظمهم يتحدثون الأمازيغية)
- بني جرير (يتحدثون باللغة العربية)
- بني خالد (يتحدثون باللغة العربية)
- بني منصور (يتحدثون الأمازيغية جزئيًا)
- بني رزين (يتحدثون باللغة العربية)
- بني سلمان (يتحدثون باللغة العربية)
- سميح (يتحدثون باللغة العربية)
- بني زيات (يتحدثون باللغة العربية)
- بني زجيل (للغة العربية)
- بني مستارة(يتحدثون بالدارجة)